# سفارة فرنسا في المغرب
سفارة فرنسا في المغرب هي أرفع تمثيل دبلوماسي لدولة فرنسا لدى المغرب. تقع السفارة في الرباط وهي تهدف لتعزيز المصالح الفرنسية في المغرب.
ينتظر أن تسفر زيارة الدولة التي يستهلها الرئيس الفرنسي إيمانويل ماكرون، مساء اليوم الإثنين 28 أكتوبر 2024 إلى الرباط على رأس وفد هام يضم 120 شخصية، عن قرارات كبرى لتعزيز العلاقات الثنائية بين باريس والرباط، ولتتويج الاعتراف الفرنسي الرسمي بسيادة المغرب على صحرائه بإجراءات عملية ملموسة، منها فتح قنصلية فرنسية ومعهد فرنسي بالأقاليم الجنوبية للمملكة. 

## سفراء فرنسا في المغرب
| السفير            | من   | إلى  |
| ----------------- | ---- | ---- |
| أندري لويس دوبوا  | 1956 | 1956 |
| روجيه لالويت      | 1956 | 1957 |
| ألكسندر بارودي    | 1957 | 1960 |
| روجيه سيدو فورنيي | 1960 | 1962 |
| بيير دولوس        | 1962 | 1965 |
| روبير جيله        | 1965 | 1970 |
| كلود لوبيل        | 1970 | 1973 |
| جون بيرنار ريمون  | 1973 | 1978 |
| جون هيرلي         | 1978 | 1980 |
| جاك موريزيه       | 1980 | 1983 |
| روجيه فور         | 1983 | 1985 |

## وصلات خارجية
- الموقع الرسمي
- قائمة سفارات فرنسا
- قائمة السفارات في المغرب